# 公式記録員 (野球)
野球における公式記録員（こうしききろくいん）とは、試合における記録をとり、これを報告する者、またはその役職名。日本プロ野球 (NPB) ではコミッショナーにより任命される。オフィシャルスコアラーとも呼ばれる。

## 概要
公式記録員は、公認野球規則9.01項においてその役割が定められている。
公式記録員は、記者席内の所定の位置で試合の記録をとり、記録に関する規則（公認野球規則9章）の適用に関して、例えば、打者が一塁に到達した場合、それが安打によるものか、失策や野手選択によるものかなどを、独自の判断で決定する権限をもつ。安打・失策・野選等の判断を下した場合には、手による合図や拡声器その他の方法でこれを必要箇所に伝達する。
公式記録員は、いかなる場合でも、記録に関する規則を含む公認野球規則の各条項に反するような記録の決定を下してはならないし、審判員の判定に反する決定を下してはならない。公認野球規則に明確に定めのない事項については、自己の裁量でその決定を下す権能が与えられている。
また、公式記録員は、打順の誤りに気づいても、審判員や両チームのいかなる人にも、その事実について告げたり、注意を促したりしてはならない。
ただし、3人アウトになっていないのに攻守交代が行われた場合や、ボールカウントが3ボールなのに球審が四球と思い打者に一塁を許した場合、規則で交代することが許されていない投手に変わって他のプレーヤーが出場しようとしている場合などには、審判員に助言を行う。
試合終了後、記録員は、所定の時間以内に、記録に関する報告書をコミッショナーに提出する。特に提訴試合やサスペンデッドゲームとなった場合には、提訴あるいは一時停止となった状態を正確に記録し、報告しなければならない。

## 日本プロ野球における公式記録員

### 身分
NPBでは、2009年シーズンまではセ・リーグ担当とパ・リーグ担当に分かれて所属していたが、経費節減を主眼に置いた組織改革（コミッショナー事務局・セ連盟・パ連盟の3局統合）に伴い、2010年シーズンからNPB記録部として一元化された。1年毎契約の個人事業主である審判員とは違い、公式記録員はNPBとの雇用契約を結ぶサラリーマンで、基本的に終身雇用である。

### 役割
NPBでは、一軍の試合はメイン1名・サブ1名の2名で担当している。
試合開始前に審判と共に名前を場内アナウンスされるメインの記録員は、公式スコアの記入をしながら、安打/失策・暴投/捕逸など試合中のプレイ内容全般についてのジャッジを行う。球場の「H」「E」「Fc」ランプの操作や、球数や各種記録について場内記者席・放送席にアナウンスする仕事をしている。
サブの記録員は、NPB・BIS（公式記録のデータベース）に直結したパソコンへのデータ入力を行いながら、記者席や関係者にコピー配布するスコアの記入を行う。サブの記録員が入力した試合データは、NPBが公式ウェブサイトで試合速報として配信している他、共同通信社を介したメディア向けの試合情報・速報の配信や、Yahoo! JAPANホームページ・CS放送等の試合情報としても活用されている。
二軍の試合は1名で担当する。サブがいないため、球場でのNPB・BISのパソコンデータ入力はしていない。

### シーズンオフ
選手同様シーズンオフはフリーとなる審判員とは違い、シーズンオフでもNPB事務所に出勤しオフィシャル・ベースボールガイドやグリーンブック（セ・リーグ）ブルーブック（パ・リーグ）など、NPB出版物の編集・校正や記録の整理等の仕事を受け持つ。

## 過去の主な記録員
- 広瀬謙三 - 1937年に選任された、日本プロ野球[注 4]初の公式記録員[3]。
- 山内以九士 - 1942年就任[4]。パ・リーグ2代目記録部長[5]。1962年退任[6]。
- 柳原基 - 1950年就任（セ・リーグ）。セ・リーグ記録部長を務め、通算3585試合出場の記録員最多記録保持者（1987年退任）[6]。
- 千葉功 - 1954年就任（パ・リーグ）[5]。パ・リーグ記録部長（1975年 - 1995年）[7]。
- 宇佐美徹也 - 1956年就任（パ・リーグ）[5]。1963年7月退任[8]。
- 荒井隆人 - NPB記録部部長を務めた[9]。